# Малый Кобылин

Малый Кобылин (укр. Малий Кобилин) — село на Украине, находится в Овручском районе Житомирской области.
Код КОАТУУ — 1824281104. Население по переписи 2001 года составляет 276 человек. Почтовый индекс — 11150. Телефонный код — 4148. Занимает площадь 0,146 км².

## Адрес местного совета
11150, Житомирская область, Овручский р-н, с. Великая Хайча